# Birgit Radochla
Birgit Radochla (* 31. Januar 1945 in Döbern, nach Heirat Birgit Michailoff) ist eine ehemalige deutsche Gerätturnerin, die 1964 als erste Turnerin der DDR eine olympische Medaille gewann.

## Werdegang
Birgit Radochla ist die Tochter einer Sportlehrerin und eines Turners; ihr Vater Helmut Radochla war 1949 erster DDR-Meister am Seitpferd. 1956 kam sie auf die Kinder- und Jugendsportschule in Forst, 1961 wurde sie zum SC Dynamo Berlin delegiert. Im gleichen Jahr siegte sie bei der DDR-Meisterschaft im Mehrkampf und am Schwebebalken; im Pferdsprung und am Stufenbarren erreichte sie jeweils den zweiten Platz hinter Ute Starke. Radochla profitierte dabei von der verletzungsbedingten Abwesenheit der eigentlich stärksten DDR-Turnerin Ingrid Föst. 1962 belegte Radochla am Boden den zweiten Platz hinter Föst. Bei der Weltmeisterschaft 1962 in Prag belegte Radochla mit der Riege der DDR den fünften Platz. Im Mehrkampf nur Achtzehnte, erreichte sie im Pferdsprung den vierten Platz.
1963 siegte Radochla bei der DDR-Meisterschaft im Mehrkampf, Pferdsprung und am Boden. 1964 siegte sie im Pferdsprung und am Stufenbarren und belegte in den anderen drei Disziplinen den zweiten Platz hinter Erika Barth. Bei der Qualifikation zur gesamtdeutschen Mannschaft in Wolfsburg und Schwerin belegten Turnerinnen aus der DDR die ersten acht Plätze, wobei Barth vor Radochla und Föst gewann. Erika Barth verletzte sich allerdings vor den Olympischen Spielen und fiel aus. Birgit Radochla, Ingrid Föst, Ute Starke sowie Karin Mannewitz, Christel Felgner und Barbara Stolz verpassten als Olympiavierte nur knapp die Bronzemedaille der Japanerinnen. Birgit Radochla belegte auch im Einzel-Mehrkampf den vierten Platz. Während ihr Abstand im Mehrkampf zur drittplatzierten Polina Astachowa deutlich ausfiel, verpasste sie am Boden Bronze um einen Tausendstelpunkt gegenüber der Ungarin Anikó Ducza-Jánosi. Im Pferdsprung gewann Věra Čáslavská Gold, dahinter erhielten Larissa Latynina und Birgit Radochla bei gleicher Punktzahl gemeinsam Silber. Ein Jahr später war die Europameisterschaft 1965 in Sofia Radochlas letzter Start bei einer großen Meisterschaft. Věra Čáslavská gewann alle fünf Wettbewerbe, Latynina erhielt viermal Silber und einmal Bronze. Birgit Radochla gewann Bronze im Mehrkampf und am Schwebebalken und belegte am Boden gemeinsam mit Latynina den zweiten Platz. Rang 4 am Stufenbarren und der sechste Platz im Pferdsprung rundeten Radochlas Ergebnis ab. Danach trat Radochla wegen verschiedener Verletzungen nicht mehr bei internationalen Meisterschaften an.
Der von der Tschechin Hana Růžičková zuerst gezeigte Salto zwischen den Holmen am Stufenbarren wurde von Birgit Radochla so perfektioniert, dass die Radochla-Rolle als eigenes technisches Element gewertet wurde und wird.
Im Privatleben schloss Birgit Radochla an ihre Ausbildung zur Kindergärtnerin eine Ausbildung zur Kosmetikerin und ein Sportstudium an der DHfK an.

## Auszeichnungen
- 1964: Vaterländischer Verdienstorden in Bronze[2]